# Onondaga (New York)
Onondaga est une ville du comté d'Onondaga, dans l'État de New York, aux États-Unis,. En 2010, elle comptait une population de 23 101 habitants.

## Démographie
Lors du recensement de 2010, la ville comptait une population de 23 101 habitants. Elle est estimée, en 2016, à 22 958 habitants.